# 編集長
編集長（へんしゅうちょう、英: editor in chief）は、出版物の編集上のリーダーであり、全ての運営と方針について最終責任を有する。

## 解説
編集長は組織の全部門を統率し、仕事のスタッフ（編集者）への委託とそれらの管理について責任を負う。この用語は新聞、雑誌、漫画、年鑑、テレビニュース番組でしばしば使用される。日本の新聞では編集局長や主筆といった肩書が使用される。
ニューヨーク・タイムズでは、編集局長の上に編集主幹が置かれている。
学術雑誌では、編集長は投稿された原稿が出版されるかどうかについて最終的に決定する。この決定は関連する専門知識に基づいて選ばれた査読者からの意見を依頼した後に編集長によって行われる。
編集長の典型的な責任には以下の事柄がある。
- ファクトチェック、つづり、文法、文体、ページデザイン、写真
- 盗用、代作、他所で発表済み、読者の関心をほとんど惹かないと見られる記事の却下
- 内容の編集
- 論説への寄稿
- 編集スタッフの意欲向上と能力開発
- 最終稿が完全で不備がないことの保証
- 読者の苦情処理と出版後の問題についての仕事
- 書籍あるいは雑誌では、引用の照合と参考文献の検査

## 関連文献
- John La Porte Given (1907). “The Editor-In-Chief”. Making a Newspaper. New York: H. Holt and company. pp. 30–35
- Nathaniel Clark Fowler (1913). “The Editor-In-Chief”. The Handbook of Journalism: All about Newspaper Work: Facts and Information. New York: Sully and Kleinteich
- The New Fowler's Modern English Usage (3rd ed. 1996 (edited by R. W. Burchfield); Bryan A. Garner, Garner's Modern American Usage (2009).